# ワースブレイド
ワースブレイドは1988年にホビージャパンから発売されたロボットファンタジーもののテーブルトークRPGのタイトル、およびそのシリーズである。
ゲーム製作は玩具企画やアニメ製作なども手がけている伸童舎によって手がけられ、ゲームデザイン（プロデューサー）は千葉暁、システムデザインは松本富之、ワールドデザインは日下部匡俊によって行われている。
1994年の「ワースブレイド スターティングブック」を最後にシリーズは長らく休眠状態になっていたが、2008年8月にd20システム（D&D3.5版対応）を使用したワースブレイドの新作が発売された。ワースブレイド／d20の節を参照。

## 概要
「操兵」と呼ばれる巨大人型兵器が存在するファンタジー世界「ア・ハーン」を舞台とし、PCは遺跡荒らしや用心棒稼業で日銭を稼ぐ"冒険者"（『剣の聖刻年代記』では"山師"と呼称）となって世界を駆け巡る。
ア・ハーンの文明レベルは地球での中世レベルにあたる。その中で「操兵」が古代のオーバーテクノロジーとして存在している。操兵が存在する以外はごくスタンダードな「剣と魔法のファンタジー世界」になっており、いわゆるメカファンタジー・SFファンタジーのようなジャンルとは異なる。操兵と全く関係ない事柄についても緻密かつ重厚な世界設定がされているのも特徴で、操兵のギミックに頼らずとも、十分にスタンダードなファンタジーRPGとして楽しめるようになっている。

## システム
行為判定は10面ダイス1個による上方判定。LUC（幸運度）という能力を消費することで一時的に判定に使えるダイスの数を増やして達成値を上昇することができる。これによりロボットアニメ的なヒロイックな活躍を表現している。
なお、本作ではGM（ゲームマスター）のことを、WM（ワースメーカー）と呼称する。
キャラクターは クラス制を兼ねたスキル制で表現される。キャラクターメイキング時に職業パックというものを選択することで初期習得スキルが決定し、習得不可能なスキルも決定する。なお、ワースブレイドでは、セッション中に行為判定に完全成功（判定に使った全てのダイスの出目が10だったとき）か絶対失敗（判定に使った全てのダイスの出目が1だったとき）したスキルしか成長の機会を得られないため、スキルを持っていないと挑戦もできないスキル（術法等）を習得することは、禁止されていないクラスでも極めて困難となっている（不可能ではない）。この2点により、スキル制と言えどキャラクターの成長スタイルはある程度限定されている。
プレイヤーキャラクターに関しては男女の性別差や、ラズマ氏族やケブレス山岳民のような少数民族。フーボック（幼人）族のような人間族以外の異種族に関しても、キャラ作成時における修正は特に無い。
また、「操兵のPOW値を前にしたら、人間の筋力は大小同位である」として、筋力(STR)に値する数値が設定されていない。

### キャラクタークラス
基本は戦士、練法師、僧侶である修道士、伝道師と俗業で、正確には「操手」は操手技能を持った者でクラスではない。
- 戦士

一般的なファンタジー世界の戦士と変わらない。攻撃と防御にボーナスがあるが気闘法以外の術は使用不可能。
- 操手

操兵を操る者。職業パックにあるのは操手技能を取った戦士でしかない。しかも僧侶以外は訓練で誰でもなれるし、最初からなることも可能（特に練法師は呪操兵を得るため）。RPGマガジンで行われた『聖者の仮面』のリプレイでも俗業のキャラクター（公証人のオジャ・マルマニーズ）しか、操手技能を持っていないキャンペーンがあった。
- 練法師

聖刻（ワース）に関係する秘術「練法（れんぽう）」の使い手。いわゆる妖術師（魔法使い）。
練法師は専門の属性である、八門いずれかの系統に属さねばならない。また、練法は世間からは秘匿される秘術ゆえ、普通は練法師であるとは名乗らず、練法行使の際に自分の正体をあからさまに表に出すこともない（イメージ的には魔術師よりも忍者に近い）。
- 僧侶

神の教えを説く聖職者。聖刻に関わる一切の物を忌むべき物として拒絶する他、宗派によって様々な戒律があってこれを守ることを要求される。
僧侶は宗派で修道士か伝道師かが決まっているため、同じ教会に気功術と召霊衝法双方を使える者はゴオル宗を除いて存在しない。
- 修道士

いわゆる東洋系の格闘僧侶。武術系の「気闘法」と僧侶系の「気功術」を使う（スキルは共通）。気闘法のみは他のクラスでも中級まで使用可能。伝道師より聖刻に対する制限は少ないが、当然、練法・操兵の使用は不可能。
伝道師よりストイックな設定をされていることが多い。
- 伝道師

一般的なRPG的僧侶。使える「召霊衝法（しょうれいこうほう）」は、気功術よりも強力。修道士同様、聖刻に関わる物（操兵を含む）は一切使えないが、操兵を造る2大組織の一方である聖刻教会は何故かこちらに分類される。他の召霊系宗派も操兵の魅力（戦力）には逆らえず、伝道師で無い信者に運用させている（もう一方の操兵建造作組織である工呪会は宗教組織で無いため入手可能）。
修道士より世俗的で権力志向な設定をされていることが多い。
- 俗業

「盗賊」「商人」「農民」「船乗り」など、上記の戦士、練法師、僧侶以外の職業をまとめて指す。中には「公証人」や「踊り子」のようなNPC向けの俗業、「操兵鍛冶師」「王族・貴族」「奴隷」などのNPC専用の俗業もある。
練法を使う「占術師」「死霊使い」 や、気功術による「接骨師」（いわゆる骨接ぎ）、破魔の呪符を作る「札使い」 のように、下級の物しか使えないが練法、気功術を使うことができる俗業もある（練法は下位術、気功術は中級まで。両者の併用も可能）のだが、中途半端なクラスともいえる。

## 操兵（リュード）
操兵はワースブレイドというゲームの華にあたる部分である。操兵は本来は古代文明の遺品であり、現代で操兵を作れる技術を有している組織は二つしか存在しない。大陸西が本拠地の「工呪会」と東の「聖刻教会」である。彼らは表向きは鍛冶師ギルドや宗教結社を名乗っているのだが、その実態は完全な秘密結社であり操兵製造技術が組織の外に漏れないように隠匿されている。彼らは操兵を各国に売ることで世界の軍事バランスを裏から操っている巨大な陰謀組織でもある（これは、フィクションなどに良く出てくる「錬金術結社としての石工連合（フリーメイソン）」のオマージュでもある）。
操兵が非常に高価であるこの世界では、操兵のほとんどは個人ではなく国が所有するものである。多くの国では騎士に与えられる馬や武具のような扱いになっている。操兵は国の武力の象徴のようなものであり、操手となって操兵を操ることは位の高い騎士の証明である。北方のダカイト・ラズマ帝国だけはそのような伝統を捨て去り、近代的な「軍隊」を操兵によって作ることで、操兵を「兵器」として運用し、地位と関係なく兵卒に操兵を操縦させ、一騎討ちが常識の旗操兵戦に敢えて「一対多の集団戦法」を採ることで圧倒的な戦果を挙げている（他国からは卑怯と罵られているが、ダカイト・ラズマは意に介していない）。
この設定は一介の冒険者であるPCが操兵を手に入れることが困難であることも示している。実は、ワースブレイドというゲームには操兵をPCが手に入れるためのルールが存在していない。操兵は市場に出回るようなものではないので価格というものもなく、職業パックで操手を選んでも、操縦技術だけ与えられて操兵は与えられない。軍人でもない限りは操兵を触ることもできず、多くの冒険者たちは遺跡探索の結果運良く古代の操兵を見つけるか、敵の操兵を知略を駆使して奪うかのどちらかによって操兵を得る。
一応、小説の解説コーナーには中古の従兵機が金貨1,000-2,000枚と書かれている。ちなみにPCの最初の所持金は銀貨100枚（金貨1枚）程度。西方では工呪会を介さない操兵の売買は堅く禁止されており、特に制作は国家を始めとした組織相手にのみ対象となり、個人へは販売されることは一切無い。正規以外に闇で中古操兵の売買を行う組織も存在するが、これを利用した場合、購入者は工呪会系組織での修理や整備も拒否される制裁を受けるリスクを覚悟する必要がある。
ゲームシステムの部分では操兵は1個のキャラクターデータとしてあらわされ、いわば第二のPCである。操兵は通常の人間とは異なる能力値と異なるルールで運用される。ワースブレイドは「人間サイズのキャラクターのためのルール」と「操兵サイズのキャラクターのためのルール」が別に存在していると考えるとわかりやすい。
身長5-8メートルほどの巨大兵器である操兵は異常なほど強く、操兵に搭乗していない者が操兵に勝つことは難しい。「トライキシュアル」や『聖刻1092』の「ナバーラ」のような開放型操手槽を持つ従兵機は、機体では無く操手そのものを狙うことで比較的倒しやすいが、それでも程度問題である。
通常の対操兵用武器としては数人で操作する台車に乗せた巨大弩（槍大の鋼製矢を投射する、いわゆる攻城弓）や、個人兵器としてこれを小型化し、野球ボール大の石玉や砲丸を放つ石射弓もあるが、個人では気闘法を併用しない限りダメージを与えるのは困難である（小説では騎馬民族が雑兵レベルの操兵1機を倒すのに、部族の英雄クラス10騎以上の犠牲を必要とした）。この圧倒的な力は操兵戦の醍醐味である。
ただし、長槍の先に操兵用の血を破壊する毒が入った注射器を付け、筋肉筒が剥き出しになった関節を狙う「操兵狩人」も存在する。もちろん、落とし穴等のトラップを用いたり、不意打ちでもなければ圧倒的に不利なのは変わらない。
PC全員が操手ということは世界観的にまずありえないため、操兵戦の最中は操兵に搭乗していないPCが手も足も出ないということも頻発する。そのため、ワースブレイドでは、一つの戦場に操兵に載っている者と載っていない者が混在して、互いのサイズの敵と戦うというバトルが推奨されている。
操兵の部位は機体と動力源である仮面（ペルソナ）に別れ、それぞれランクがAからJまであるが、現在の技術では機体、仮面共に製造できる最高はCランクであり、それさえも極めて希な存在である。仮面は意思を持つが魂は持たないと言われ、上級の物では操手の精神を乗っ取ることもある。逆に（精神を乗っ取られた状態でも良いから）人間を乗せない限り、本来の性能は発揮できない。仮面自体は人間用の盾ほどの大きさの素焼きの面に64個の聖刻石（練法でカット・施術されており、通常手段で複製しても仮面としては機能しない）を散りばめた物であり、戦闘中に可能かは別として人間用のナタで割ることも可能。一度仮面を付けた身体には刷り込みが行われ、他の仮面を付けても動かない。逆に仮面に別の（新品の）体を与えることは可能。
消耗品として血（生物の血とは成分が違う。戦闘での流血以外に自然劣化する）、発熱した筋肉筒を冷やすための冷却水があり、仮面も100年ほどが寿命とされている（ただし公式のサプリメントでも、製造終了後500年を経た量産型の従兵機「ラビオーグ」が稼働しているという記述や、操兵全体では300年以上経過した老朽機が大半を占めるとの記述がある）。血の存在のため工呪会や聖刻教会を敵に回しての運用は不可能であり、修理も機体の持つ自己再生（HP回復）の他は、装甲の傷を埋める以外は2組織から買った部品との交換である。冷却水は普通の水で良いが蒸発する一方で消費が激しく、戦争ともなれば軍が現地の住民を渇死させるほど水を奪うことも。
機体は金属製の骨格に筋肉筒を付けて心肺器や操手槽の上から装甲をまとった物で、古操兵以外では材質は主に粗鉄=鋳鉄や錬鉄製である。材質の脆さは仮面によって供給される練法的能力によって強化されるらしく、同時に仮面起動によって機体重量も1-2割ほど軽量化される。拳の造りは脆く、無手で殴ると簡単に壊れる。そのため予備の下腕を腰に下げていることも多い。
機体には操手が収まる操手槽（コックピット）があり、操縦席の周囲には操手桿（操縦桿）や駆動板（アクセル）、操兵の目から得た視界を映し出す映像盤（ディスプレイ）、高級な機体には感応石（聖刻センサー）などが備わっているが、実は操兵は精神感応だけで動かすことが出来、操手槽にある操手桿（操縦桿）等は操手をその気にさせるための物でしかない。特に呪操兵の操手槽には操縦用の機械装置は皆無で操縦席自体がなく、操手は結界の張られた練法陣にあぐらをかいて座っており、手で練法の印を切りながらでも操縦を行える（練法を使っている間は回避運動しか行えないが、これは生身も同じ）。ただし「その気にさせる」と言うのは重要であり、高レベル戦士の「考えるより先に体が動く」に反応するのに役立つと言われている。
操兵は操兵鍛冶職人による手作業での生産なので、量産機といえど完璧な規格品は一つとしてない。西方では「原型機」と呼ばれる88種の設計図を揃え、注文に合わせて外部装甲や装備を取りつける操兵生産法が確立されているが、それでも「聖刻日記#127」によると、「ワースブレイドでは操兵の量産機は存在しない（同型機も一騎毎に鍛冶屋が手作り。仮面も性能にばらつきがあるので、実は規格化はほとんど行われていない）」とも記述されている。工呪会で注文から製造するのに審査を除いて従兵機で約半年。狩猟機では約三年かかると言われている。

### 操兵の機種
『ワースブレイド』における代表機は、PCが西方で普遍的に目にするであろう機体から。
- 狩猟機（〈ワードレイヤー:テストプレイ時〉、〈フェンサー:大陸西方〉、〈リュード・イム・ダート:大陸東方〉）

人間の形をした高性能機。仮面ランク、身体ランク共にC-F。騎士の乗り物とされている。限定的な機体の自己再生機能（四肢を失う等の大きな損傷は治らない）を持ち、操手が気闘法を使う際に修正値が加わる。
『ワースブレイド』における代表機は「マルツ・ラゴージュ」（表記揺れでは「マルツ・ラゴーシュ」とも）。
人間とほぼ同じ動きが可能なものの、手の指については武器を握る、クロスボウ（攻城弓）の引き金を引く以上の器用さはない（装弾は操兵自身で行えず、人間の工兵が行う）。ただし『ワースブレイド』より約900年未来の『聖刻1092』の時代にはクロスボウでなく、操兵用の弓を扱える「ラサー・ナヴァルカ」のような機体も存在する。
西方製の狩猟機は「エルセ・ビファジール」などのように装甲は薄手で優美な印象を受け、胸部装甲が操手槽の扉になる。反対に「ハルガン・マジーラ」を筆頭に東方製の狩猟機は扉が背中側にあり、厚く細かい装甲板を組み合わせた重厚な作りになっている。
- 古操兵

ワースブレイドの時代から見て1,000年以上昔の古代文明によって作られた操兵。秘操兵を含め、遺跡から発掘された操兵は全て古操兵と呼ばれる。寿命問題もあり、遺跡の古操兵は寿命が縮まないように封印されている。「ズィエン・マルゾーラ」のように歴史ある国に代々伝わっている「旗操兵」として存在している物もあるが、現役である以上、寿命問題が付きまとう。
特にルール化はされておらず、基本的には狩猟機と変わらない（しかし、「ミュズ」のような見た目が従兵機的な機体もある）。一応、現代製の狩猟機がFランク寄りなのに対し古操兵はCランクよりであり、聖刻器と呼ばれるマジックアイテムを持っていることもある。技術解析のために両組織が集めており、遺跡から掘り当てた冒険者に対しては最新鋭機を餌に交渉を持ちかけることも。
『ワースブレイド』における代表機は、敢えて言うなら「サーベイル」
- 従兵機（〈パイカー:大陸西方〉、〈リュード・イム・ペナン:大陸東方[21]〉）

狩猟機を簡易化した機体。古操兵「ミュズ」が嚆矢だと見られる。頭がなく、代わりに胸に仮面を付けている。狩猟機が持つ自己再生機能は保有していない。また、操手が剥き出しになる開放型操手槽の機体も多い。
『ワースブレイド』における代表機は「ガレ・メネアス」
仮面ランク、身体ランク共にG-J。性能は低いがコストが安く操縦も簡単なため、従者の乗り物とされる。ただし国力の低い国では操兵の数が一桁（狩猟機は1機以下）と言う事も多く、従兵機さえ乗れない騎士も多数存在し、その従兵機も老朽化した「ジー」等の機体が多い。
主に工呪会が量産機として開発した機体（ただし、先の「ミュズ」など例外もある）で開発当初は「獣機」と呼ばれていた。だが、聖刻教会も追って生産を開始。そのため従兵機に限って言えば工呪会が上と言われており、「アー・ハークス」や「ジング・マリエル」等の主人公格のカスタム機や、「ザクレイ」や「グリッド・パイカー」等『ワースブレイド』の舞台となる西方歴873年時点の最新鋭機は、同時期の旧式狩猟機に迫る性能を持っている。
狩猟機より更に不器用で引き金の操作もできないため、クロスボウは腕を外した上で直付けすることとなる。「ドーン・フレック」のようにミトン型の手を持つ機体も多い。本作から約900年後 の『聖刻1092』では、腕を残し両肩に巨大連弩を取り付けて装填も自動な「サルダフ」のような弩弓兵が存在する（ただし射撃戦用で格闘能力は低く、矢の雨を降らす戦法用のため連射能力は高くとも狙い撃ちは難しい）。
自走破城槌として大型の衝角を背負い、城壁や敵陣へと突進する突撃用操兵「ブル・ドレーク」も存在する。
冒険者には狩猟機は目立ちすぎ（盗品として出所を疑われるどころか、接収目的の権力者から冤罪を被せられる危険性まである）、また運用するのに費用が掛かりすぎる（従兵機ほど部品が流通せず、修理に不便な）ため、一般的に使用する機体は「ブルゴリガンII世」 のような怪しげな従兵機であることが多い。
- 呪操兵（〈ワーダー:大陸西方〉、〈リュード・イム・ダーサ:大陸東方〉）

狩猟機と従兵機の中間の性能だが、最大の特徴は練法が使えること。そのため練法師専用である。しかし練法を強化する能力はなく、生身では扱いきれない上級練法用の擬似精神力電池（操手自身の精神力と分けるため擬似精神力と呼ばれる）でしかない。聖刻教会のみ造れ、教会製の仮面を用いて機体を新造した「マーニ・タヴェーナ」の例を見る限り、工呪会には機体はともかく呪操兵用の仮面が造れない模様である。
練法帥専用故に（聖刻教会の存在する）大陸東方でも珍しい機体だが、『ワースブレイド』の舞台である大陸西方ではそれ以上に希少なので、本作における代表機は特にない。
仮面ランクC-F、身体ランクはG-Jとされるが、身体ランクの低さは操兵自身が操手の手の動きに合わせて練法の印を切るために人間並みの器用さを追求した代償であり（操兵の能力値に【器用さ】に当たる物は無い）、狩猟機の身体よりも高価らしい。また、古操兵でも無い限り、狩猟機に備わる自己再生機能はない。
操縦には操兵と同型の（人間サイズの）仮面を付ける。そのため顔を攻撃されると操手にもダメージが行く。また操手の精神を乗っ取る危険度も高い。操縦用の仮面は操兵を降りている時でも普通の練法用の仮面として使用可能。逆に練法用の仮面故にたとえ練法帥と言えども「門（後述）」が一致していない呪操兵を操縦することは出来ない。
また、呪操兵だけは搭乗するだけでも操手の精神力を消耗する（当然、これに対して擬似精神力は使えない）ため、呪操兵に乗っての長距離移動は難しい。そのため操手用の仮面は機体を自分の下に召喚させる「門外練法・転移門」を覚えていることが多い。でなければ自分で覚えるか大型の荷馬車に乗せての移動となる。
異形の機体も多く、「ゲル・デ・ガルーバ」のように戦闘用の剛腕と結印用の小腕を持つ四腕型（あくまで使い分けであり同時に四本を使う訳ではない）で予備の仮面を持つ多面型も多い。これは弱点である仮面を欺瞞すると共に、擬似精神力0で仮面が壊れる（0にさえならなければ回復するが）のを防ぐため、対策として主仮面と従仮面を付けて従仮面の擬似精神力を主に使うためである。本来は一度仮面を付けた身体に他の仮面を付けることは不可能だが、従仮面なら交換可能。操兵の値段の半分以上は仮面の値段（仮面が2枚の場合は実質1/3）だが、主仮面が壊れると身体も使えなくなるため意味はある。基本的に従仮面は主仮面よりランクが低い。おそらく主仮面が従仮面を押さえつけるための条件であろう。
また、古操兵であるが「アレペディオ」のような獣型（結印用の腕はある）も存在する（ただし通常の練法は全く使えないことから、何等かの特殊な古代儀式や秘裝練法等の八門以外の練法用だと思われる）。
『聖刻1092』では練法により装甲等の強化が激しく、格闘でも狩猟機より強い呪操兵（「キノ・ザウール・ラギュラ」や「フェノ・ベルガ・ラハン」など）がボスクラスとして登場している。
- 擬似呪操兵

工呪会が鹵獲した呪操兵を研究して造ったもの。操兵製作技術は同等だが練法は最低限しか扱えない工呪会では完全な呪操兵は造れず仮面ランクがG-J。しかも擬似精神力回復能力がなく、使い切ると仮面が壊れてしまう代物である。このため主仮面と呪裝面と呼ばれる練法行使専用の使い捨て従仮面（擬似精神力は回復しない）を持ち、呪裝面のみで練法を使う擬似呪操兵「キードラ・マーフ」が開発されている。
- 「神の工房」の呪操兵

工呪会が生産した機体以外にも、三脚、六椀（内、結印用小腕一対）型の異形な姿を持った疑似呪操兵が存在する。こちらは練法師でなくとも練法を自動行使可能で擬似精神力も回復する（ゆえに厳密には後述の簡易呪操兵に近い）高級機であったが、超古代文明の自動プラント「神の工房」から半ば偶然でロールアウトされた産物なので一機しか存在せず、某国との戦闘の結果破壊されたとされている。また、これとは別に工房より生み出された「完全自動呪操兵」なる機体も存在したとされるが、漆黒の無人機である以外の詳細は分かっていない。
- 簡易呪操兵

工呪会が獣型呪操兵を手本に開発した機体。古代呪操兵「アレペディオ」に酷似した獣型で形から真似してみたら、練法増幅の機能はないが、疑似精神力回復能力を工呪会が初めて持たせることに成功した機体である。
- 秘操兵

超古代文明、もしくは神によって作られたオリジナルの操兵。機齢は大概3,000年を超える。他はこれの劣化複製に過ぎない。公式設定では魔法的な力を持った機体はあっても、練法そのものを使う機体（呪操兵の原型）は、四操兵キャンペーンシナリオに登場する「ソルゴナ」と「ギギィ・ガーグ」以外は確認されていない（この二体は、『ワースブレイド』では既に失われて久しい「秘裝練法」の行使が可能であった）。
仮面ランク、身体ランク共にAかBで狩猟機より少し強い程度のはずだが、ワースメイカー次第でなんでもありのため、滅茶苦茶な能力値だったり、異常な自己再生能力（仮面が無事ならば不死身）を備えたり、聖刻器以外では傷つかなかったりする。大型キャンペーンや小説等の主役機やラスボスは大概これであるが、主役の場合は、暁の操兵「リーク・ヴァシューム」のように序盤は能力が封印されていることも多い。
- 呪兵機[31]

前述の「神の工房」が生み出した操兵。こちらは通常の狩猟機・従兵機タイプである。操兵の放棄部品を原材料に「神の工房」で再生されただけに仮面のマーナが尽き掛けているので、それを補うべく人間を部品の一部に組み込んだ忌むべき機体。元々の出自から、各機の形状、質はバラバラで人間の生命力を消費して稼働するので意識を保ったまま、まともに動かせるのは短時間である。仮面ランクG、機体ランクHが平均。
操縦に当たって操手は身体の随所に管を刺す必要があるが、操手技能を持たずとも操作が可能になる。ただし、ある程度以上搭乗すると意識を機体に乗っ取られ、操手は機体に同化されてしまう危険性を持つ。
ごく稀にだが、管を刺さずに通常の操兵同様に使える呪兵機も生み出されることがある。
- 人馬操兵

ケンタウロス型の操兵。主仮面（ランクC-F）以外に後半身用の従仮面（ランクG-J）を人間部分の腹（馬で言えば首の付け根）に持つ。狩猟機より機動力と耐久力が高いが、他は同等。仮面が二枚のため制御は困難（使い捨ての魔力電池に過ぎない擬似呪操兵の呪裝面とは違う）。
読者投稿により作られた機種でルールは存在しないが、『ワースブレイド』より未来の時代を舞台にした小説『聖刻群龍伝』にも登場する。

## 練法
操兵に並ぶワースブレイドのガジェットが「練法」である。練法はいわゆる魔法のようなものなのだが、印を結ぶ、組織を抜けようとする者には死と、忍術を強くイメージしている。ワースブレイドにはほかにも、気功術、召霊衝法という魔法体系が存在するのだが、練法はこれらとは比較にならないほど強力な力を出せる。ただし他の術法と違い、行使には練法用の聖刻石か仮面が必要不可欠である。逆に言えば、これらを取り上げてしまえば練法師は無力になる。また、石や仮面は「門」ごとに違うので、他門の物を手に入れても使うことはできない。
しかし、それだけ強力である代わりに問題も存在する。練法師は練法の総本山である聖刻教会以外の宗教組織とは対立関係なのである（ただし大陸東方では聖刻教会が最大宗教）。聖刻教会にとっても裏の顔でしかなく、一般信者にとっては不気味な連中扱いである。ただしそれは仮面（中級以上の練法を使うために必要な道具。呪操兵操縦用の仮面も含む）を付けた者に対してのみであり、俗業の練法使い（占い師等）に対してはそれほどでもない（俗業練法使いまで敵視するほど厳しい宗教だと操兵も所持出来ない）。
なお、操兵と同じく練法師用の仮面もキャラクターメイク時には与えられず、下級練法のみ行使可能な小さな聖刻石一つのみであり、仮面は冒険での結果として入手する必要がある（ルール上の練法師であっても、仮面を持たない者は「練法使い」と呼ばれ、良くも悪くも世間からは俗業と同じ扱い）。ランクや精神を乗っ取られる危険があるのも操兵と同じ。仮面が無ければ、どんなに高レベルの練法師でも下級練法しか使えない。
俗業も（下級のみだが）練法の習得が可能であり、「操兵鍛冶師」は金門の練法を習得している。つまり操兵も練法の産物なのである。操兵の動力源である仮面は練法師の仮面と大きさ以外はほぼ同じ構造。ただし、どちらの仮面も作り方は組織中枢しか知らない最高機密のためプレイヤーキャラクターがかかわることはまずない。
また気功術、召霊衝法にも共通することだが、高位術の使用には長時間の詠唱と、それに伴う毎ターンの成功チェックが必要であり、ダメージを受けたときも精神力チェックに成功する必要がある。チェックに失敗した際、気功法や召霊降法は単に不発で終わるだけなのに対し、練法のみは最悪自分に向けて暴発する。
練法がワースブレイドの中で魅力的なのは、これが数少ない、「生身で操兵を倒せる」技だからである。不気味な仮面とローブをまとった練法師の不可思議な術が、巨大な操兵が持つ剣という名の無骨な鉄の塊と渡り合う-　このような光景はワースブレイドが醸し出す最大のロマンである。
八門（二門以上の習得は不可能。全門が使える共通の呪文（門外）もある。表裏の同じ位同士は「対門」として対抗し合う術もある）
表門
陽門（リーチャ）　：表門第1位。光、熱、躍動を扱う。シンボルカラーは黄。
金門（キンガイ）　：表門第2位。創造、破壊、守りを扱う。シンボルカラーは金。
火門（フォンハイ）：表門第3位。ひたすら破壊を扱う。シンボルカラーは赤。
木門（ムウナ）　　：表門第4位。草木、生命を扱う。シンボルカラーは緑。
裏門
月門（ユイーズ）　：裏門第1位。闇、精神を扱う。シンボルカラーは銀。
風門（フェンレイ）：裏門第2位。天候、大気を扱う。シンボルカラーは白。
水門（シュイチ）　：裏門第3位。水、冷気を扱う。シンボルカラーは青。
土門（ツファオ）　：裏門第4位。大地、死を扱う。シンボルカラーは茶。
上記の通常練法の他に、大古のア・ハーンには段違いに強力な秘裝練法なる術がかつて存在したが、幾つかの術法が提示された他に詳細は不明である。

## 気功術と召霊衝法
僧侶の使う技である。気功は体内の気を練る術で修道士が使用するが、戦闘に特化した技術として僧侶以外の戦士や俗業でも、気を練って戦闘力を高める「気闘法」として使用が可能（気功術として使用不可）である。
逆に召霊は聖霊の力を借りて奇跡をなす術であり、伝道師以外は習得不可能である。『聖刻1092』の東方聖刻教会では既に廃れ失われた技となっているが、『ワースブレイド』の時代では聖刻教会の僧侶も奇跡を普通に駆使する。

## 東方エクスパンション
ア・ハーンの東方世界は、「巨大な蟲と樹海が人類の支配領域を侵食している、日本/中国風の文化を基底としたファンタジー世界」という、西方とは全く違う世界観になっている（風の谷のナウシカともののけ姫を足し合わせた感じ、と言えばイメージしやすいだろうか）。人間以外の種族のみならず強大なモンスター（国を滅ぼせるほどの魔力を持つ九尾獣、魔法を操るうえ殴り合っても操兵より強い御仁、恐るべき能力と繁殖力を持つ巨大な蟲等）が多数ひしめく世界なため、人類国家同士の戦争はない（する余裕がない）とされている。
ワースブレイドには、この東方世界で遊ぶための「東方エクスパンション」というシリーズがある。東方エクスパンションはサプリメントという扱いなのだが、実際には世界観に基づく数多くの追加設定やルールがあり、別のゲームといって差し支えないものになっている。「東方エクスパンション」の最大の特徴は「武操（ぶくり）」という武術であり、これを用いることで、巨大な怪物を武術で倒す武侠ファンタジーが手軽に再現できるようになっている。
ワースブレイドの顔というべき操兵もその製法からして大きく違うものとされた。仮面に各鍛冶師秘伝の「素体根」と呼ばれる細胞を「芽」の状態で付着させ、これも秘伝の成分・温度の培養液に浸し養育。成長した細胞は神経組織と筋肉組織からなる操兵の上半身（頭部～胸部か？）のような内骨格生物「素体」となる。血管以外の循環系が欠落している素体は培養液から引き上げられるとすぐに心肺器とそれを支える外骨格、そして四肢が組み上げられてゆく（東方操兵の操手槽が背負う形式なのはこの為）。東方の呪術的な環境下においては操兵の生物的側面が強くなり、Fランク以上の仮面は全て疑似精神耐久度を備え、それを用いた機体の回復を行えるばかりか、この疑似精神耐久度を用いる「操兵導法」という術法まで存在する。更に時間経過、または大きなダメージからの回復時機体が成長する事さえある。生物を核としている東方の操兵は西方の操兵よりも人間の意思に敏感に反応し、人間のような仕草や前述の「武操」の使用まで可能である。かくも強力な東方の操兵だが東方の地を離れると多くの特徴が消えてしまう（東方に戻れば発現する）上に素体の育成には5～20年以上かかるため、製造期間は西方の操兵より長く、数は少ない。これを補うのが「獣操ノ仮面」を装着し、騎乗した人間に操られる「騎獣」である。能力的には元の生物を大きく超えることはないが、獣操ノ仮面に長年支配された騎獣が操兵の様な存在に変異した「獣機」も存在する。

## 製品リスト
ワースブレイド スタートセット
基本ルールブック。ボックス版。操兵に関するルール、練法・招霊衡法・気功術の1～3レベル術法についてなどを収録している。
東面の魔術師
シナリオ集。A4判書籍。スタートセット付属のシナリオ「魔の眠る山」の続編となっており、四操兵キャンペーンシナリオの二話目となる。
魔王の復活
シナリオ集。A4判書籍。「東面の魔術師」の続編であり、四操兵キャンペーンシナリオの最終話となる。
マスタースクリーン
ワースブレイド用のマスタースクリーン。4面という珍しい構成になっている。古操兵「サーベイル」「ミュズ」を入手する可能性がある、レスカード地域のシナリオが付属。
エクスパンションセット1
サプリメント。ボックス版。追加拡張ルールと、練法・招霊衡法・気功術の4～6レベル術法、世界設定などを収録。
エクスパンションセット2
サプリメント。ボックス版。更なる追加拡張ルールと、練法・招霊衡法・気功術の7～9レベル術法、追加世界設定などを収録。
エクスパンションセット3 術法エクスパンション
サプリメント。ボックス版。術法使いのための追加拡張ルールと追加術法データなどを収録。
エクスパンションセット4 操兵エクスパンション
サプリメント。ボックス版。操兵に関する追加拡張ルールと、数多くの操兵データなどを収録。
聖者の仮面
『RPGマガジン』に連載されたスカード島キャンペーンのリプレイを中心にしたシナリオソースブック。A4判書籍（ソフトカバー）。
遥かなるカイ・ダイン
リプレイを中心にしたシナリオソースブック。A4判書籍（ソフトカバー）。
操兵の書 西方操兵
西方での操兵の設定を、豊富なカラーイラスト付きで収録した副読本。A5判単行本。操兵のメカニスムや図解も載っていて、ロボットアニメのファンブックに近い編集方針。
ワースブレイドがよくわかる本
ワースブレイドのガイドブック。富士見書房より富士見ドラゴンブックで発売。
東方エクスパンション1 梗醍果の王
サプリメント。ボックス版。ア・ハーン大陸東方を舞台にゲームをするための追加拡張ルールや世界設定などを収録。
東方エクスパンション2 吾伽式の練者
サプリメント。ボックス版。東方でのプレイに必要な更なる拡張ルールや追加世界設定などを収録。
ワースブレイドスーパースクリーン
ホビージャパンのバインダー型マスタースクリーン「スーパースクリーン」のワースブレイド用サブセット。東方エクスパンション2までのほとんどのデータ、ルールのリファレンスが収録されている。
ワースブレイド スターティングブック
西方に関する製品のルール、データ、世界設定などを再編集して改訂し、一冊にしたもの。A4判書籍（ソフトカバー）。
「街」シリーズシナリオ
「ワースブレイド公式コンベンション」に発表されたシナリオを伸童社とワースFCが製品化した物。「街が消える」「街が生まれる」「街の灯り」の三部作。後に「レスカードキャンペーン」として一冊に纏められる予定であったが実現はされなかった。
また、上級ルールブックが発売される予定もあった（RPGマガジンで開発の経緯が毎号紹介されていた）。これはサプリメントというより第二版ルールともいうべきもので、全くルール体系が異なるものになる予定であった。

## ワースブレイド／d20
ワースブレイド／d20は2008年にホビージャパンから発売された、ワースブレイドのリニューアル作品である。著者としてはかつてのワースブレイドと同じく松本富之と日下部匡俊がクレジットされているが、千葉暁の名前はない。
ゲームシステムの基幹にはd20システム（D&D3.5版対応）が用いられている。「ダンジョンズ&ドラゴンズの第3.5版のワールドガイド」の体裁で作られており、ダンジョンズ&ドラゴンズ第3.5版の基本ルールブックがないと遊ぶことができない。
ゲームの舞台となるのはワースブレイドと同じ時代のア・ハーン大陸西方である。小説『剣の聖刻年代記シリーズ』で追加された西方の設定はほとんど採用されておらず、かつてのTRPG版ワースブレイドをそのまま踏襲した舞台設定になっている。基本ルールブックでは西方の概略と四大国の詳細が紹介されている。

### D&Dからの追加・変更点
ワースブレイド／d20はダンジョンズ&ドラゴンズ（以下、D&Dと略）から、いくつかのルールの追加・変更が行われている。代表的なものを以下にあげる。
キャラクタークラス
キャラクタークラスはワースブレイド／d20独自のものからしか選べない。
戦士
武器戦闘のエキスパート。D&Dのファイターと似ているが若干の違いがある。操兵の操縦技能である《操手》技能を成長させやすい。
修道士
気という生体エネルギーを操る「気功術」を行使することができる僧侶戦士。
伝道師
聖霊に働きかけて奇跡を起こす「招霊衡法」を行使することができる僧侶戦士。
練法師
世界の根源である聖刻の力に触れて超常現象を起こす「練法」を行使することができる術者。
俗業
上記の４クラス以外の雑多な職業のものたちをひとまとめにしたクラス。盗賊系俗業と商人系俗業の二種類がある。
術法
ワースブレイド／d20では、D&Dの「呪文」が使えない代わりに、独自に用意された「術法」を使用できる。「術法」は気功術、招霊衡法、練法の三系統があり、どれも術法ポイント（いわゆるマジックポイント）の消費によって発動する。また、術法を使用するときは「発動判定」と呼ばれる行為判定に成功しなくてはならない、
操兵
ワースブレイド／d20では、操兵は一種の大型モンスターとして扱われる。モンスターと同様に独自の能力がすでに設定されており、搭乗者の能力値は操兵の能力にほとんど影響しない。しかし、搭乗者の持つ技能や特技の多くは操兵はそのまま使用することができるため、戦闘技量の長けた操縦者の操兵はそれだけ強力になる。
ワースブレイド／d20では操兵は一種の生物として扱っているため、操兵を「調教」しながら操縦するようなルールになっている。同じ人物が何度も乗りこなしていない操兵は頻繁に「操縦者の意図しない動き」を勝手にしてしまい操縦に違和感を引き起こす。さらには操縦者に反発し、操縦者の不利になるような動きをわざと起こすことさえある。そのような操兵とコミュニケーションをとりつつ、何度も操縦を繰り返して、自分が操縦者であることを認めさせるというのがワースブレイド／d20の操兵の操縦のあり方である。
また、ダメージとは別に機体の故障に関するルールや人間が生身で操兵に立ち向かうためのルールなども整備されており、操兵による戦闘に関してはかつてのワースブレイドよりも、よりシステマティックな方向にデザインされている。

### 関連書籍
ワースブレイド／d20　　ISBN 978-4894256842
基本ルールブック。これとは別に『ダンジョンズ&ドラゴンズ第3.5版』の基本ルールブック三冊（『プレイヤーズ・ハンドブック第3.5版』『ダンジョン・マスターズ・ガイド第3.5版』『モンスター・マニュアル第3.5版』）がないと遊ぶことができない。
ワースブレイド／d20 エクスパンション　　ISBN 978-4894258167
サプリメント。高レベルキャラクターでの冒険をサポートしている。

## ワースプロジェクト
ワースブレイドは単にテーブルトークRPGとしてだけでなく、伸童舎のメディアミックス企画「ワースプロジェクト」の一環として販売された。コンピューターゲーム化に関しては、2018年の書籍に「呪われているのかと思えるほど、良作に恵まれていない」という評価が掲載されている。ワースプロジェクトはア・ハーンを舞台にした作品を様々なメディアで送り出すというものであり、ワースブレイドが休止している現在でもほかのメディアでは継続している。
聖刻（ワース）1092シリーズ
ワースプロジェクトの中核を成す代表作。ソノラマ文庫から小説を中心に展開されている。著者は千葉暁。メインイラストレイターには幡池裕行と神宮寺一を起用。2006年以降は設定の矛盾などを修正した「完全版」をソノラマノベルスより刊行中。
ワースブレイドよりも数百年後のア・ハーン大陸の中原と東方を舞台に、快男児フェンと彼の操兵ヴァシュマールの英雄的活躍を描く（なお、操兵の数が増えている以外は大して文明レベルは変わっておらず、いわゆる前近代の雰囲気は変わっていない。最大の違いは東方に存在したはずの強大なモンスター達が姿を消していることである）。混同されるが、これに登場する「聖華八門」は聖刻教会内の練法師による秘密組織の名前で上記の練法八門と同意ではない。またこの世界では聖刻暦を使うが、シリーズ名の聖刻1092というのは主役機の（仮面に記憶された）機体番号であり、年代を表す物ではない。
ほかにもカセットブックやカードゲーム、また、プレイステーションのRPGにもなっている。一時期はアニメ化の噂もあった。
聖刻1092RPG
1992年にソノラマ文庫から出版された、聖刻1092の時代を舞台にしたテーブルトークRPG。第1巻『西方の探索者』（かぜのたんさくしゃ）。第2巻『荒野の探索者』が発刊されている。
聖刻群狼伝/聖刻群龍伝シリーズ
中央公論新社C★NOVELSにて小説で展開中。著者は千葉暁。メインイラストレイターには藤井英俊を起用。
聖刻1092よりも数十年前のア・ハーン大陸の西方が舞台。戦国時代に突入した西方での、若き公子デュマシオンの戦記物語である。
人馬操兵、龍操兵などのユニークな操兵が出てくるのが特徴のシリーズ。コミック化もされている。
剣の聖刻年代記シリーズ
ソノラマ文庫から小説として展開中。著者は日下部匡俊。メインイラストレイターには撫荒武吉を起用。
ワースブレイドの世界設定を舞台にした小説版である。年代記というだけあって、様々な時代と地域の様々な主人公の複数のシリーズがあり、それらをまとめて剣の聖刻年代記と呼ぶ。2017年8月現在、マンガ図書館Zでワースブレイドのルールブックと共に無料公開されている。
真・聖刻（ラ・ワース）シリーズ
スーパーファミコン用RPGソフト『真・聖刻』を中心としてメディアミックス展開したシリーズ。メインイラストレイターには只野和子を起用。
聖刻1092とほぼ同時代のア・ハーン大陸中原を舞台にした、聖刻1092の外伝的なシリーズ。聖刻1092と共通するキャラクターも登場する。
アスペクトのログアウト冒険文庫で神代創による前日譚小説とゲームノベライズが出た他、CDドラマも発売された。
聖刻覇伝（ワースジード） ラシュオーンの嵐
ラジオドラマ展開されたシリーズ。聖刻1092よりもはるか古代の中原を舞台にした物語。メインイラストレイターにはいのまたむつみを起用。
文化放送系でオンエアされた。前半15分は三重野瞳と石田彰をパーソナリティとしたトークでラジオドラマ本編に言及することは殆ど無かった。後半15分でサウンドドラマを展開していた。サウンドドラマ部分はビクターエンタテインメントから全四巻でCD化もされている。音楽は大島ミチルが担当しており、サウンドトラックも出ている。このラジオドラマの主人公・アーディ役は声優の岩永哲哉が担当した。
神聖刻記ブリーダーズ・ワース
アスペクトのログアウト冒険文庫 で展開された小説。著者は七星亘。
超古代文明時代に存在したリグマーン大陸を舞台にした物語。全二巻の小説があるがそれ以上の展開はされなかった
なお小説版の展開以前に日本コンピュータシステムが同タイトルゲームの発売を予定していた。ジャンルはRPGで、ハードはPCエンジンCD-ROM²システム。きむらひでふみの手によるキャラデザイン等を掲載したチラシなども配布されていたが発売中止となっている。このゲーム版と小説版の関係は不明。
聖刻真拳プラグリュード
ワースプロジェクトでは、ワースブレイドとは別個にテーブルトークRPGを発売する計画があった。それがこの「聖刻真拳プラグリュード」である。
当時人気を博していた『機動武闘伝Gガンダム』に大きな影響を受けた作品で、操兵同士の格闘戦をテーマにしたゲームになる予定であった。システムはカードを使い、パンチやキックなどの技のカードを場に出すことで、対戦格闘ゲーム的な「コンボ」をスピーディーに再現可能にするつもりだった。
『RPGマガジン』の57号から63号までにかけて紹介されたが、企画倒れになった。
聖刻邪塔伝ヴェントストラーダ
中原れいによるコミック。千葉暁が原作を担当。『アスキーコミック』1994年12月号から1995年2月号まで連載したところで休載に入る。同誌が1995年9月号をもって休刊となったことから未完のままで終わった。
聖刻の大地　Ground for WARES
2016年頃から始まったリブート企画の一つ。
聖刻-BEYOND-
リブート企画第2弾。2018年夏に日本、台湾で小説・コミックス同時発表予定。
| 文化放送 金曜25:30 - 26:00                         | 文化放送 金曜25:30 - 26:00                                           | 文化放送 金曜25:30 - 26:00                     |
| 前番組                                             | 番組名                                                               | 次番組                                         |
| -------------------------------------------------- | -------------------------------------------------------------------- | ---------------------------------------------- |
| 電撃アワー 極道くん漫遊記外伝 （1994年4月 - 10月） | 聖刻覇伝（ワースジード） ラシュオーンの嵐 （1994年10月 - 1995年4月） | 彰と瞳のKNIGHT OF MIDNIGHT （1995年4月 - 7月） |